# Lê Quý Đôn (xã)
Lê Quý Đôn là xã thuộc tỉnh Hưng Yên, Việt Nam. Tên xã được đặt theo tên danh nhân của địa phương, nhà bác học Lê Quý Đôn.

## Địa lý
Xã Lê Quý Đôn nằm ở phía tây nam tỉnh Hưng Yên, có vị trí địa lý:
- Phía đông và đông nam lần lượt giáp xã Hưng Hà và xã Hồng Minh.
- Phía bắc và đông bắc lần lượt giáp xã Long Hưng và xã Tiên La.
- Phía tây giáp các xã Trần Thương, Nhân Hà và Nam Lý của tỉnh Ninh Bình, có ranh giới tự nhiên là sông Hồng.

## Lịch sử
Ngày 16 tháng 6 năm 2025, Ủy ban Thường vụ Quốc hội ban hành Nghị quyết số 1666/NQ-UBTVQH15 về việc sắp xếp các đơn vị hành chính cấp xã của tỉnh Hưng Yên năm 2025. Theo đó, giải thể tỉnh Thái Bình; sắp xếp toàn bộ diện tích tự nhiên, quy mô dân số của các xã thuộc huyện Hưng Hà của tỉnh Thái Bình là Minh Tân, Độc Lập và Hồng An thành xã mới có tên gọi là xã Lê Quý Đôn.